# Флаг Люксембурга
Флаг Люксембурга (люкс. Lëtzebuerger Fändel; нем. Flagge Luxemburgs; фр. Drapeau du Luxembourg) — один из государственных символов Великого Герцогства Люксембург. Представляет собой прямоугольное полотнище, состоящее из трёх горизонтальных равновеликих полос: верхней — красной, средней — белой, и нижней — голубой. Отношение ширины флага к его длине — 3:5.

## История флага
Король Нидерландов Виллем I, став в 1815 году одновременно и великим герцогом Люксембурга, принял в том же году герб и флаг Великого герцогства, которые схожи с государственными символами Нидерландов. Флаг Люксембурга отличается от нидерландского лишь более светлым оттенком синей полосы и пропорцией (2:3 для Нидерландов и 3:5 для Люксембурга).

## Смена флага
Председатель парламентской фракции Христианско-социальной народной партии Мишель Вольтер предложил заменить красно-бело-голубой флаг на флаг «Красный лев» (Roude Léiw) и внёс соответствующий проект закона в палату депутатов. Красно-бело-голубой флаг Люксембурга был введён в 1972 году, однако ввиду его схожести с флагом Нидерландов в 1992 году его синяя полоса была осветлена (цвет Пантон 299С). Несмотря на это, многие[кто?] считают, что этого было недостаточно, чтобы однозначно отличить флаг Люксембурга от флага Нидерландов.
Флаг с изображением льва на бело-голубом фоне известен с XIII века и являлся флагом Люксембургского дома.
Предложение Мишеля Вольтера встретило поддержку среди населения, но среди парламентариев единодушной поддержки нет. Согласно опросу, проведённому радиостанцией «Радио Люксембург» (RTL Radio Luxembourg), более 90 % населения поддерживают замену флага. 6 июля 2007 года было объявлено, что «Красный Лев» может использоваться в качестве гражданского флага на территории Люксембурга.

## Похожие флаги

Флаг Нидерландов
Флаг Самарской области (Россия)
Флаг Парагвая
Флаг Хорватии